# Scottish League Two
Die Scottish League Two ist die vierthöchste Fußballliga in Schottland und eine Division der Scottish Professional Football League. In der Liga spielen zehn Mannschaften. Bis zum Ende der Saison 2012/13 war der Name der Liga Scottish Football League Second Division.
Die Mannschaften spielen jeweils viermal gegeneinander. Für einen Sieg gibt es drei Punkte, für ein Unentschieden einen Punkt. Bei Punktgleichheit entscheidet über den Tabellenplatz die Tordifferenz und dann die Anzahl der geschossenen Tore.
Seit 2005/06 gilt die Regelung, dass nur der Tabellenerste automatisch aufsteigt. Die Mannschaften auf den Plätzen zwei bis vier spielen mit dem Tabellenvorletzten der Scottish League One in Play-offs um den Aufstieg bzw. Klassenerhalt. Der Tabellenletzte der Scottish League One steigt direkt in die Scottish League Two ab.
Bis zur Saison 2013/14 gab es grundsätzlich keinen Abstieg aus dieser Liga. Seit der Saison 2014/15 werden jedoch Relegationsspiele ausgetragen: Die beiden Ersten der fünftklassigen Highland Football League und der Lowland Football League spielen gegeneinander, der Sieger dann gegen den Letzten der Scottish League Two. Damit wird ein Absteiger bzw. Aufsteiger ermittelt.

## Geschichte
Bereits von 1923 bis 1926 hatte die Schottische Liga eine Division Three mit durchweg 16 Vereinen, überwiegend aus dem Süden des Landes. Die Meister und Vizemeister stiegen in die 2. Division auf; Meister waren Arthurlie FC (aus Barrhead, 1923/24) und die Nithsdale Wanderers (aus Sanquhar, 1924/25). Wirtschaftlich war diese 3. Liga jedoch nicht dauerhaft lebensfähig, die dritte Saison 1925/26 wurde nicht mehr beendet (Spitzenreiter war zum Zeitpunkt des Abbruchs Helensburgh FC) und die Liga aufgelöst.
In den Jahren nach dem Zweiten Weltkrieg gab es erneut eine 3. Liga, diesmal "C" Division genannt. In ihr spielten neben Ersten Mannschaften auch einige Reserveteams höherklassiger Vereine, die jedoch kein Aufstiegsrecht hatten. Zum Schluss war die C-Division in zwei regionale Gruppen geteilt, doch Mitte der 1950er Jahre beendete man auch diesen Versuch.
Am 13. Juli 2012 beschloss die Scottish Football League, dass die Glasgow Rangers ab der Saison 2012/13 am Spielbetrieb der Third Division teilnehmen. Diese Entscheidung wurde am 27. Juli 2012 von der Scottish Football Association bestätigt. Nach nur einem Jahr in der vierten Liga stiegen die Rangers auf.

## Mitglieder der aktuellen Scottish League Two
In der Saison 2025/26 spielen folgende zehn Mannschaften in der Scottish League Two:
| Verein           | Stadt         | Stadion                    | Plätze |
| ---------------- | ------------- | -------------------------- | ------ |
| Annan Athletic   | Annan         | Galabank                   | 2.504  |
| FC Clyde         | Cumbernauld   | New Douglas Park           | 8.086  |
| FC Dumbarton     | Dumbarton     | Dumbarton Football Stadium | 2.020  |
| FC East Kilbride | East Kilbride | K-Park Training Academy    | 0700   |
| Edinburgh City   | Edinburgh     | Meadowbank Stadium         | 1.280  |
| Elgin City       | Elgin         | Borough Briggs             | 4.520  |
| Forfar Athletic  | Forfar        | Station Park               | 6.777  |
| FC Spartans      | Edinburgh     | Ainslie Park               | 3.534  |
| Stirling Albion  | Stirling      | Forthbank Stadium          | 3.808  |
| FC Stranraer     | Stranraer     | Stair Park                 | 4.178  |

## Meister der Scottish Third Division (bis 2012/13)
- 1994/95 – Forfar Athletic
- 1995/96 – Livingston
- 1996/97 – Inverness Caledonian Thistle
- 1997/98 – Alloa Athletic
- 1998/99 – Ross County
- 1999/2000 – Queen’s Park
- 2000/01 – Hamilton Academical
- 2001/02 – Brechin City
- 2002/03 – Greenock Morton
- 2003/04 – Stranraer
- 2004/05 – Gretna
- 2005/06 – Cowdenbeath
- 2006/07 – Berwick Rangers
- 2007/08 – FC East Fife
- 2008/09 – FC Dumbarton
- 2009/10 – FC Livingston
- 2010/11 – FC Arbroath
- 2011/12 – Alloa Athletic
- 2012/13 – Glasgow Rangers

## Meister der League Two (seit 2013/14)
- 2013/14 – FC Peterhead
- 2014/15 – Albion Rovers
- 2015/16 – FC East Fife
- 2016/17 – FC Arbroath
- 2017/18 – FC Montrose
- 2018/19 – FC Peterhead
- 2019/20 – Cove Rangers
- 2020/21 – FC Queen’s Park
- 2021/22 – Kelty Hearts
- 2022/23 – Stirling Albion
- 2023/24 – FC Stenhousemuir
- 2024/25 – FC Peterhead